# Olavi Litmanen
Olavi Litmanen (17 de abril de 1945) é um futebolista finlandês.